# Philadelphia (Frischkäsezubereitung)

Logo in Deutschland bis zu Mondelez ca. 2014/15

Logo des amerikanischen Philadelphia Cream Cheese

Philadelphia ist eine Frischkäsezubereitung der Doppelrahmstufe, hergestellt von Mondelēz International und der The Kraft Heinz Company.

## Inhaltsstoffe
Die Sorte Philadelphia Klassisch ist eine wärmebehandelte Frischkäsezubereitung entsprechend der Käseverordnung in der Doppelrahmstufe, die außer dem Frischkäse auch weitere Molkenerzeugnisse, Speisesalz, Johannisbrotkernmehl als Verdickungsmittel und Zitronensäure als Säuerungsmittel enthält.

## Geschichte
Die Frischkäsezubereitung wird seit 1880 in den USA produziert. Obwohl die Herstellung ursprünglich in Chester (Bundesstaat New York) stattfand, wurde das Produkt nach Philadelphia, der größten Stadt Pennsylvanias benannt, die damals bekannt für ihre Käsetradition war. Seit 1928 gehört Philadelphia zum Kraft-Konzern, der die Marke 1961 in Deutschland einführte. 
In den USA ist Philadelphia Marktführer; auch in Europa hat die Marke eine dominierende Stellung, die sie sich in Deutschland mit dem Produkt Exquisa der Karwendel-Werke teilt.

## Weitere Sorten
Mittlerweile gibt es unterschiedliche Sorten. Die erste weitere Sorte in Deutschland enthielt hinzugefügte Kräuter. In den USA wird der Großteil des Umsatzes mittlerweile mit fettreduzierten Produkten gemacht. Auch in Europa sind diese weit verbreitet (die Produktlinien heißen Balance und so leicht).
Zwischenzeitlich gab es für einen kurzen Zeitraum auch andere Sorten, unter anderem Steinpilz, Feta & Gurke sowie Zwiebelkuchen.
In Deutschland und Österreich gibt es auch süße Philadelphia-Varianten mit Milka-Schokolade und Honig.